# Phidon
Phidon es un género de cucarachas de Argentina y Chile, perteneciente a la subfamilia Pseudophyllodromiidae.

## Especies
- Phidon abismus
- Phidon araucanus
- Phidon bullocki
- Phidon chanco
- Phidon dubius
- Phidon reticularis